# Socialni demokrati
Socialni demokrati (kratica SD) so politična stranka v Sloveniji. Stranka je nastala iz nekdanje Zveze komunistov, kasneje preimenovane v ZKS-SDP; današnje ime si je nadela na kongresu leta 2005. SD je polnopravna članica dveh mednarodnih političnih skupin – Stranke evropskih socialistov (Party of European Socialists) in Progresivne alianse (Progressive Alliance). V Evropskem parlamentu deluje v zavezništvu socialistov in demokratov (Socialists & Democrats). Poslanska skupina SD je trenutno četrta najštevilčnejša v Državnem zboru RS. V Evropskem parlamentu ima stranka trenutno enega poslanca.
Stranka SD je bila do zdaj članica devetih slovenskih vlad; druge, tretje, šeste, sedme, devete, enajste, dvanajste, trinajste in petnajste. S tem spada med stranke z najdaljšim obdobjem v slovenskih vladah. Po zmagi na državnozborskih volitvah je stranka SD oblikovala 9. vlado Republike Slovenije, ki jo je vodil takratni predsednik stranke Borut Pahor.
Aktualni predsednik stranke je Matjaž Han, izvoljen na kongresu stranke 13. aprila 2024.

## Zgodovina

### 1990–2008: Ustanovitev in razvoj
Današnja stranka Socialnih demokratov ima svoje začetke v nekdanji Zvezi komunistov Slovenije (ZKS), kasneje ZKS-SDP (Zveza komunistov Slovenije - Stranka demokratične prenove). Stranka ZKS-SDP, ki jo je vodil Ciril Ribičič, se je maja 1993 skupaj z Delavsko stranko, Socialdemokratsko unijo (SDU) in dvema močnima skupinama iz tedanje Socialistične stranke in Demokratične stranke upokojencev (DESUS) na združitvenem kongresu združila v Združeno listo socialnih demokratov (ZLSD). Njen predsednik je postal Janez Kocijančič. ZLSD je leta 1995 tudi formalno sprejela socialdemokratski program. Stranka se je v naslednjih letih pričela angažirati v mednarodnih povezavah socialdemokracije kot so Stranka Evropskih Socialistov ter Socialistična internacionala. Leta 2005 je stranka spremenila svoje ime v današnjo obliko Socialni demokrati in nadaljuje svoje delovanje v okviru modernih levosredinskih demokratičnih gibanj v Evropi.
Na prvih večstrankarskih volitvah v Sloveniji aprila 1990 leta je od ustanoviteljic ZLSD nastopila SDP (Stranka demokratične prenove oziroma pozneje preimenovana v Socialdemokratsko prenovo). Dosegla je najvišji rezultat med posameznimi političnimi strankami (17,28 %) in prešla v opozicijo.
Na parlamentarnih volitvah decembra 1992 je že omenjena volilna koalicija »Združena lista« z doseženimi 13,58 % vstopila v veliko koalicijo LDS - ZLSD - SKD. V vladi je pokrivala štiri ministrstva - gospodarstvo, delo, družino in socialne zadeve ter znanost in kulturo. Vendar je v januarju 1996 izstopila iz vlade zaradi nestrinjanja z vladnim odnosom do upokojencev in ukrepi na področju socialne politike.

### 2008–2011: Pahorjeva era
Na 3. kongresu marca 1997 v Ljubljani je bilo izvoljeno novo vodstvo stranke. Predsednik Združene liste socialnih demokratov je postal Borut Pahor, ki je bil na 4. kongresu junija 2001 v Kopru ponovno izvoljen.
Vse do oblikovanja nove vlade po državnozborskih volitvah v oktobru 2000 je ZLSD delovala v opoziciji. Po uspešnem nastopu na volitvah 2000 je 15. novembra 2000 skupaj z Liberalno demokracijo Slovenije, SLS+SKD Slovensko ljudsko stranko in Demokratično stranko upokojencev Slovenije podpisala »Koalicijski sporazum o sodelovanju v vladi Republike Slovenije«. ZLSD je bila v vladni koaliciji druga najmočnejša stranka in je v vladi pokrivala tri področja - delo, družino in socialne zadeve, kulturo, notranje zadeve. Po nastopu na državnozborskih volitvah leta 2004 je ZLSD ohranila pozicijo tretje najmočnejše stranke in ponovno prešla v opozicijo. Na 5. kongresu, ki je potekal 2. aprila 2005 v Ljubljani, se je stranka preimenovala v Socialne demokrate (SD). S pristopom novih poslancev v poslansko skupino leta 2007 je SD postala najmočnejša opozicijska stranka.

#### 2008–2011: Vlada Boruta Pahorja
Na državnozborskih volitvah leta 2008 je stranka zmagala in osvojila 29 sedežev v parlamentu. Dotlej vladajoča stranka, Slovenska demokratska stranka, je pristala na drugem mestu z 28 poslanskimi mandati. Janeza Janšo je na premierskem stolčku zamenjal Borut Pahor.
Na volilnem kongresu 22. marca 2009 so spremenili status, s katerim so uvedli štiri podpredsedniška mesta (do zdaj le dve mesti) in spremenili logotip stranke; novi logotip stranke je kratica SD v beli barvi na rdeči podlagi.
Po padcu Pahorjeve vlade je na predčasnih državnozborskih volitvah decembra 2011 stranka osvojila 10 poslanskih mest.

### 2012–2020: Pod vodstvom Igorja Lukšiča in Dejana Židana
Na 8. kongresu SD, ki je potekal 2. junija 2012 v Kočevju, je Boruta Pahorja v tekmi za predsednika stranke v drugem krogu premagal Igor Lukšič, nekdanji minister za šolstvo in šport. Na isti dan je Borut Pahor uradno najavil kandidaturo za predsednika Republike Slovenije in bil na volitvah 2. decembra na položaj tudi izvoljen.
Stranka je na volitvah 2014 z 5,98 % odstotki glasov prejela 6 poslanskih mandatov. Ob enem je Računsko sodišče RS ugotovilo, da so Socialni demokrati stranki takratni partnerski stranki Solidarnost nezakonito nakazali okoli 40.000 €. Na volitvah poslancev iz Slovenije v Evropski parlament leta 2014 je stranka z osvojenim enim poslanskim mandatom dosegla bistveno slabši rezultat od pričakovanega, zaradi česar je naslednji dan odstopil njen takratni predsednik Igor Lukšič. Vodenje je ponudil Tanji Fajon, ki je bila izvoljena za evropsko poslanko, a ga ta ni sprejela.
28. maja 2014 je Lukšiča nasledil Dejan Židan. Pod njegovim vodstvom je stranka na volitvah leta 2018 osvojila deset poslanskih mest, na evropskih volitvah leta 2019 pa dva mandata; osvojila sta ju Tanja Fajon in Milan Brglez. Pod Židanom je stranka SD vstopila v vlado Mira Cerarja, kjer so stranki, kot najmanjši koalicijski partnerici, pripadli trije ministrski resorji. Septembra 2018 je stranka vstopila tudi v vlado Marjana Šarca, kjer so stranki zopet pripadli trije resorji, Dejan Židan pa je zasedel mesto predsednika Državnega zbora Republike Slovenije. Židan je z mesta predsednika stranke sestopil na obletnico prevzema predsedovanja, 28. maja 2020 in položaj predal evropski poslanki Tanji Fajon.

### 2020–2024: Pod vodstvom Tanje Fajon
Mnogi člani, nekdanji člani in politični opazovalci so bili kritični do predaje oblasti Fajonovi. Ta bi naj bila favorizirana (Židan jo je ob odstopu orisal kot bodočo premierko Slovenije), njeno imenovanje za predsednico pa v neskladju s statutom stranke, saj lahko predsednika določi le kongres. Fajonovo so tako v času do kongresa imenovali predvsem kot "predsedujočo SD" in "voditeljico SD".
Na kongresu stranke, 10. oktobra 2020, je bila Tanja Fajon z 276 delegatskimi glasovi izvoljena za predsednico stranke. Protikandidat, poslanec Jani Prednik jih je prejel 107. Na mesto podpredsednice je bila z 238 glasov delegatov izvoljena Dominika Švarc Pipan. Prednik je na kongresu stranki in vodstvu očital predvsem premalo programa in preveč polaganja pozornosti na Janeza Janšo. Prav tako je okrcal odločitev stranke, tedaj že pod predsedstvom Fajonove, da se vključi v t. i. Koalicijo ustavnega loka. Po odstopu Dejana Židana je podpora stranki naglo narasla, tudi na dobrih 20 %, po oktobrski izvolitvi Fajonove na mesto predsednice stranke pa se ustalila na okrog 16 %. Podpora je v prve pol leta fluktuirala med 12 % in 18 % in na drugem mestu prehitela Listo Marjana Šarca.
Na pobudo Mladega foruma Socialnih demokratov je nadzorni odbor stranke januarja 2021 iz SD izključil župana Ilirske Bistrice Emila Rojca. K izključitvi Rojca, ki je bil med prvimi člani SD, je botrovala označitev novinark Primorskih novic za "kure nesnice". Rojc je bil pred tem večkrat kritičen do lastne stranke, da ni prisluhnila lokalnemu obmejnemu prebivalstvu, prav tako naj bi vodstvo SD motilo sodelovanje občine s Tretjo Janševo vlado in koalicija SD in SDS na občinskem nivoju v Ilirski Bistrici. Po Rojčevi izključitvi je stranke izstopilo 16 članov, med njimi tudi celotna svetniška skupina v občinskem svetu Ilirske Bistrice.
Predsedstvo stranke je 29. decembra 2020 na potrdilo podporo Karlu Erjavcu za mandatarja Koalicije ustavnega loka. Stranka je bila 2. aprila 2021 med predlagateljicami ustavne obtožbe zoper predsednika vlade Janeza Janšo, ki na glasovanju ni uspela.

#### Državnozborske volitve 2022
16. oktobra 2021 je zasedala konferenca stranke, ki je obravnavala volilni program, imenovan Nov začetek – program velikih sprememb za razvojno desetletje do leta 2030. Fajonova je med predlogi izpostavila minimalno pokojnino 700 evrov neto in brezplačen vrtec. Na področju gospodarstva je napovedala ukrepe za višjo dodano vrednost gospodarstva, dvig minimalne plače na vsaj 800 evrov neto ter postopno krajšanje delovnega časa na 32 ur na teden. Nekateri kritiki so zastavljene cilje označili za težko izvedljive.
Na državnozborske volitve leta 2022 se je stranka SD podala z geslom "Drugače". Osvojili so 79.709 oz. 6,69 % glasov, s čimer so se uvrstili na četrto mesto. S tem so dobili sedem poslanskih mest, kar so tri manj kot na volitvah leta 2018. Predsednica stranke Tanja Fajon je izrazila zadovoljstvo nad rezultatom volitev. Iz parlamenta sta med drugim izpadla tudi nekdanji predsednik stranke Dejan Židan in podpredsednik Matjaž Nemec.
Po dveh dneh je z mesta podpredsednika stranke odstopil Jernej Pikalo, ki na volitvah sicer ni kandidiral. Komentiral je, da gre za drugi najslabši rezultati v zgodovini stranke in da se mu zdi ideja socialne demokracije najboljše in si tako zasluži več podpore. Odstop je tako komentiral kot upoštevanje lastnih standardov, ob vprašanjih, ali bi mogla odstopiti tudi Tanja Fajon pa je dejal, da ima vsakdo svoje standarde. Tanja Fajon se je dva dni po volitvah kot prva od vodij strank sestala z Robertom Golobom, predsednikom Gibanja Svoboda.
Gibanje Svoboda, Socialni demokrati in Levica so se programsko uskladili in koalicijsko pogodbo v Cankarjevem domu podpisali 24. maja 2022. Naslednji dan je bil Golob s 54 glasovi za in 30 proti izvoljen za predsednika vlade Republike Slovenije. Ministrska ekipa je bila izglasovana 1. junija 2022. Stranka SD je v koalicijskem razrezu dobila štiri ministrska mesta; ministrica za zunanje zadeve in podpredsednica vlade je postala Tanja Fajon, ministrica za pravosodje Dominika Švarc Pipan, minister za gospodarski razvoj in tehnologijo Matjaž Han ter minister brez resorja, pristojen za razvoj, strateške projekte in kohezijo Aleksander Jevšek, ki mu je z imenovanjem prenehal mandat župana Mestne občine Murska Sobota.
Po dobrem letu od nastopa vlade Roberta Goloba je stranka SD izrazila zaskrbljenost nad padajočo javnomnenjsko podporo vladi. Predsednica stranke Tanja Fajon je ob tem spomnila na to, da vladi ni uspelo doseči minimalnih pričakovanih premikov na področju zdravstvene reforme, ki jo je vlada ob nastopu zagovarjala kot prioriteto. Dodala je, da bo morala vlada v jeseni 2023 bolj zavihati rokave, nad delom ministrov iz SD in njihovimi rezultati pa je izrazila zadovoljstvo.

#### Predsedniške volitve 2022
Pred predsedniškimi volitvami leta 2022 je Tanja Fajon dejala, da bo SD nastopil z lastnim kandidatom, saj  "Da se glede na zgodovino, tradicijo in terensko mrežo stranke spodobi." Ob tem je dodala, da "Socialni demokrati nismo nova stranka, zato nam ni treba iskati in brskati po svojih vrstah, imamo dovolj potenciala in dovolj kandidatov, da lahko gremo na volitve." 23. avgusta 2022 je po seji sveta stranke Tanja Fajon sporočila, da SD svojega predsedniškega kandidata ne bo imela. Stranka naj bi evidentirala 71 kandidatov, največji konsenz naj bi bil glede evropskega poslanca Milana Brgleza, a ta soglasja h kandidaturi ni podal. Fajonova je ob tem dejala, da se bo stranka osredotočila na kasnejše lokalne volitve.
Septembra 2022 je Milan Brglez naposled sprejel kandidaturo za predsednika Republike Slovenije in se odpovedal funkcijam v stranki SD, ki ga je podprla kot svojega kandidata. Po odstopu njihove kandidatke Marte Kos iz predsedniške tekme ga je za svojega kandidata podprlo tudi Gibanje Svoboda, takrat največja parlamentarna in vladna stranka. Kandidaturo je vložil 26. septembra. Na volitvah 23. oktobra je zasedel 3. mesto in se ni uvrstil v drugi krog. Prejel je 134.726 oz. 15,45 % glasov. Stranka je v drugem krogu javno podprla kandidatko Natašo Pirc Musar.
Na kongresu stranke, 8. oktobra 2022 na Ptuju, je bila Tanja Fajon kot edina kandidatka znova potrjena za predsednico stranke. Na mesta podpredsednikov so delegati izvolili Janija Prednika, Matjaža Nemca, Meiro Hot in Mijo Javornik, pravosodna ministrica Dominika Švarc Pipan in kohezijski minister Aleksander Jevšek za podpredsednika nista bila izvoljena. Tekom kongresa je eden od govorcev, delegat delavske zveze SD Branko Cajnko na odru dejal, da sta glavna krivca vojne v Ukrajini Združene države Amerike in zveza NATO. Stranka se je na besede odzvala na Twitterju in zapisala: "Stališča predsednice stranke oz. zunanje ministrice @tfajon glede Ruske invazije na Ukrajino so bila v javnosti večkrat predstavljena. Vendar to ne pomeni, da člani in članice ne smejo imeti drugačnih pogledov. Nasprotno, črka D v kratici SD pomeni namreč ravno to. #VednoSD"

#### Afera sodna stavba
Predsedstvo Socialnih demokratov je na srečanju dne 29. januarja 2024 odločilo, da zaradi afere sodna stavba oz. nepravilnosti pri postopkih nakupa le-te, ministrici za pravosodje Dominiki Švarc Pipan odreka podporo. Pozvali so jo k odstopu, prvi odziv ministrice je bil, da oditi ne namerava, saj bi to pomenilo nadaljevanje spornih poslov na ministrstvu. Kasneje se je večkrat sestala s premierjem Robertom Golobom in dejala, da bo odstopila, če jo k temu pozove tudi on. Tanja Fajon, predsednica stranke, je bila ogorčena nad izjavo ministrice, da je afero "zakuhala" skupina uradnikov ministrstva in nekaterih članov stranke SD, s ciljem pridobitve protipravne koristi. Po večernem sestanku dne 5. februarja 2024 je ministrica premierju ponudila svoj odstop, ta naj bi ga sprejel v naslednjih dneh, ministrstvo pa začasno prevzel sam. Naslednjega dne, 6. februarja, je z mesta glavnega tajnika stranke odstopil Klemen Žibert. Odstop je pojasnil z besedami, da "stranko želi razbremeniti očitkov, ki te dni padajo nanj in žal tudi na njegovo družino ter posledično črnijo ugled stranke". Ob tem je zavrnil očitke, ki so se pojavili v zvezi z njegovo vlogo pri nakupu stavbe. Napetosti se s tem niso končale; do ministrice je bil v Državnem zboru oster poslanec in njen strankarski kolega Jani Prednik, dejal je, da je Švarc Pipanova "ena od glavnih osumljenk pri izpeljavi spornega posla in da je sedaj spregledala kot Esmeralda".
V ponedeljek, 12. februarja 2024 so potekali kolegij predsednice, konferenca in predsedstvo stranke SD, saj je del stranke vedno glasneje zahteval odhod predsednice, še bolje pa celotnega vodstva; denimo kranjski lokalni odbor stranke je izrazil mnenje, da bi moralo vodstvo oditi čimprej. Po odstopu Klemna Žiberta je bil za vršilca dolžnosti glavnega tajnika stranke SD potrjen Matevž Frangež. Tanja Fajon pa je po koncu konference in sestanka predsedstva potrdila, da bo aprila potekal ne statutarni, temveč volilni kongres stranke, z namenom postavitve novega vodstva.
Švarc Pipan je 12. februarja 2024 po tem, ko ni bila vabljena ne na konferenco, ne na predsedstvo stranke, izstopila iz Socialnih demokratov.
V četrtek, 15. februarja 2024 je premier odstopno izjavo ministrice poslal v Državni zbor, vlada pa je na seji razrešila še državnega sekretarja Igorja Šoltesa. Državni zbor se je z odstopom seznanil na seji dne 16. februarja.
Anketa, ki jo je med 5. in 8. februarjem za časopis Delo izvedla agencija Mediana, je pokazala velik padec podpore stranki. Ta bi prejela le 2,6 % glasov, s čimer bi se uvrstila na peto mesto in prvič po letu 2005 ne bi prestopila parlamentarnega praga.
V ponedeljek, 26. februarja se je predsednik vlade večkrat sestal s predstavniki stranke, ki so mu predstavili možna imena za kandidata za novega pravosodnega ministra. Za novo ministrico je predlagal Andrejo Katič, ki sprva soglasja stranki ni dala, a se je na sestanku s premierjem zgodil preobrat. Katič je prestala zaslišanje na matičnem odboru, 5. marca 2024 pa prisegla v Državnem zboru.
V sredini marca so se zaključili postopki evidentiranja kandidatov za novega predsednika SD, izvoljenega na kongresu 13. aprila. Dotedanja predsednica Tanja Fajon soglasja h kandidaturi ni podala in se v pismu članstvu poslovila od vodenja stranke. Kandidaturo so napovedali vodja poslanske skupine Jani Prednik, župan Ajdovščine Tadej Beočanin ter evroposlanec Milan Brglez. Za predsednika je bil na kongresu izvoljen Matjaž Han, ki je le za nekaj 10 glasov premegal Brgleza.

### 2024–: Pod vodstvom Matjaža Hana
Dan po izvolitvi Matjaža Hana za predsednika Socialnih demokratov je iz stranke izstopil njen nekdanji glavni tajnik, Uroš Jauševec. V sporočilu za javnost je zapisal, da je bil do nje že dlje časa kritičen, a da so stranko s Hanovo izvolitvijo dokončno prevzeli "primitivizem, nesposobnost in nenačelnost". Zaradi že drugega poraza na volilnem kongresu je svoj odstop z mesta vodje poslanske skupine ponudil Jani Prednik, a so v stranki njegovo ponudbo zavrnili.
Po tem, ko sta koalicijski stranki Gibanje Svoboda in Levica pozvali k bojkotu referenduma o dodatkih h pokojninam za izjemne umetniške dosežke, je SD takšen poziv označila za neprimeren. Predsednik stranke Matjaž Han je dejal, bi bilo to politično neodgovorno in kratkoročno je všečno.

## Rezultati volitev

### Državnozborske volitve
Od leta 1990 dalje ima stranka poslance v Državnem zboru Republike Slovenije:
| Volitve | Št. glasov | %     | +/–        | Sedeži  | +/–        | Mesto | Vlada                                       |
| ------- | ---------- | ----- | ---------- | ------- | ---------- | ----- | ------------------------------------------- |
| 1992    | 161.349    | 13,58 | Stagnacija | 14 / 90 | Stagnacija | 3.    | Koalicija                                   |
| 1996    | 96.597     | 9,03  | 4,55       | 9 / 90  | 5          | 5.    | Opozicija                                   |
| 2000    | 130.079    | 12,08 | 3,05       | 11 / 90 | 2          | 3.    | Opozicija (2000) Koalicija (2000-2004)      |
| 2004    | 98.527     | 10,17 | 1,91       | 10 / 90 | 1          | 3.    | Opozicija                                   |
| 2008    | 320.248    | 30,45 | 20,28      | 29 / 90 | 19         | 1.    | Koalicija                                   |
| 2011    | 115.952    | 10,52 | 19,93      | 10 / 90 | 19         | 3.    | Opozicija (2012-2013) Koalicija (2013-2014) |
| 2014    | 52.249     | 5,98  | 4,54       | 6 / 90  | 4          | 4.    | Koalicija                                   |
| 2018    | 87.234     | 9,92  | 3,94       | 10 / 90 | 4          | 3.    | Koalicija (2018-2020) Opozicija (2020-2022) |
| 2022    | 79.709     | 6,69  | 3,23       | 7 / 90  | 3          | 4.    | Koalicija                                   |

### Evropske volitve
| Volitve | Št. glasov | %     | +/–        | Sedeži | +/–        | Mesto |
| ------- | ---------- | ----- | ---------- | ------ | ---------- | ----- |
| 2004    | 61.672     | 14,15 | Stagnacija | 1 / 7  | Stagnacija | 4.    |
| 2009    | 85.407     | 18,43 | 4,28       | 2 / 8  | 1          | 2.    |
| 2014    | 32.484     | 8,08  | 4,35       | 1 / 8  | 1          | 5.    |
| 2019    | 89.936     | 18,66 | 10,58      | 2 / 8  | 1          | 2.    |
| 2024    | 52.390     | 7,76  | 10,90      | 1 / 9  | 1          | 4.    |

|              | Mandatno obdobje | Mandatno obdobje | Mandatno obdobje | Mandatno obdobje | Mandatno obdobje | Opombe                                    |
| 2004–2009    | 2009–2014        | 2014–2019        | 2019–2024        | 2024–2029        |                  | Opombe                                    |
| ------------ | ---------------- | ---------------- | ---------------- | ---------------- | ---------------- | ----------------------------------------- |
| Borut Pahor  |                  |                  |                  |                  |                  | do 2008, ko postane premier               |
| Aurelio Juri |                  |                  |                  |                  |                  | od 2008, ko nadomesti Boruta Pahorja      |
| Zoran Thaler |                  |                  |                  |                  |                  | do 2011, ko odstopi zaradi obtožb         |
| Mojca Kleva  |                  |                  |                  |                  |                  | od 2011, ko nadomesti Zorana Thalerja     |
| Tanja Fajon  |                  |                  |                  |                  |                  | do 2022, ko postane ministrica v Vladi RS |
| Milan Brglez |                  |                  |                  |                  |                  | /                                         |
| Matjaž Nemec |                  |                  |                  |                  |                  | od 2022, ko nadomesti Tanjo Fajon         |

#### Volitve v Evropski parlament 2024
Volilna konvencija in predsedstvo SD sta kandidatno listo potrdila 25. aprila 2024. Za nosilca je bil potrjen Matjaž Nemec, zadnje mesto je zasedel Milan Brglez, na listo pa sta bila uvrščena tudi minister za kohezijo in regionalni razvoj Aleksander Jevšek ter nekdanja evroposlanka stranke, Mojca Kleva Kekuš.
Na evropske volitve 2024 se stranka podaja s sloganom Močna Evropa, močna Slovenija. Listo so vložili v ponedeljek, 6. maja.
1. Matjaž Nemec
2. Mojca Kleva Kekuš
3. Aleksander Jevšek
4. Lucija Karnelutti
5. Matevž Frangež
6. Aleksandra Vasiljević
7. Primož Brvar
8. Neva Grašič
9. Milan Brglez.

Na volitvah 9. junija je stranka prejela 7,76 % glasov, s čimer je zasedla 4. mesto med listami in osvojila en mandat v Evropskem parlamentu. Za evroposlanca je bil izvoljen nosilec liste, Matjaž Nemec.

## Seznam predsednikov
| #     | Portret                 | Predsednik (rojstvo–smrt)    | Mandat         | Mandat           | Ime stranke                         |
| #     | Portret                 | Predsednik (rojstvo–smrt)    | Začetek        | Konec            | Ime stranke                         |
| ----- | ----------------------- | ---------------------------- | -------------- | ---------------- | ----------------------------------- |
| 1.    |                         | Ciril Ribičič (1947)         | 1990           | 1993             | Stranka demokratične prenove        |
| 2.    |                         | Peter Bekeš                  | 1993           | 1993             | Socialdemokratska prenova           |
| 3.    |                         | Janez Kocijančič (1941-2020) | 1993           | 1997             | Združena lista socialnih demokratov |
| 4.    |                         | Borut Pahor (1963)           | 1997           | 2012             | Združena lista socialnih demokratov |
| 4.    | Socialni demokrati (SD) | Borut Pahor (1963)           | 1997           | 2012             |                                     |
| 5.    |                         | Igor Lukšič (1961)           | 2012           | 2014             |                                     |
| 6.    |                         | Dejan Židan (1967)           | 28. maj 2014   | 28. maj 2020     |                                     |
| v. d. |                         | Tanja Fajon (1971)           | 28. maj 2020   | 10. oktober 2020 |                                     |
| 7.    | 10. oktober 2020        | Tanja Fajon (1971)           | 13. april 2024 |                  |                                     |
| 8.    |                         | Matjaž Han (1971)            | 13. april 2024 | danes            |                                     |

## Kritike in kontroverze

### Vrnitev vile Moskovič
Leta 2005 je v javnost prišlo spoznanje, da stranka Socialnih demokratov domuje v vili Moskovič, ki jo je Komunistična partija odvzela Feliksu Moskoviču, Judu, ki je umrl v Holokavstu, z izgovorom, da je sodeloval z okupatorjem. Desno-sredinska koalicija pod vodstvom SDS je ustanovila komisijo za vrnitev zaplenjene judovske imovine in zahtevala vrnitev vile Moskovič judovski skupnosti Slovenije. Zahteva je bila zavrnjena s strani glavne opozicijske stranke, SD. Leta 2021 je Evropska judovska skupnost s pismom Rabbija Menachema Margolina zahtevala vrnitev hiše. Predsednica Tanja Fajon je predsednika povabila na pogovor in ogled dejstev.
Julija 2023 je stranka SD vložila tožbo proti Janezu Janši. Očitali so mu "zavestno in zlonamerno širjenje laži", da je vila ukradena oz. da je lastništvo sporno. 17. avgusta 2022 je Višje sodišče v Celju pritrdilo sodbi okrajnega sodišča v Velenju, da se mora Janez Janša stranki SD na svojem Twitter profilu opravičiti za neresnične navedbe in plačati 10 tisoč evrov odškodnine. Janša je skenirano sodbo z opravičilom na Twitterju objavil 20. septembra 2022, kasneje pa plačal tudi denarno kazen. Stranka SD je sporočila, da bo sredstva namenila v dobrodelne namene.

### TEŠ 6
Glavni članek: Termoelektrarna Šoštanj blok 6
Pri projektu gradnje šestega bloka Termoelektrarne Šoštanj so imeli ključno vlogo vidni člani SD-ja, med njimi takratni predsednik stranke in vlade Borut Pahor, minister za finance Franc Križanič, ter velenjski župan Bojan Kontič. Projekt TEŠ 6, s skupno ceno 1,41 milijarde evrov, danes velja za največji infrastrukturni projekt. Ugotovilo se je, da je bil krepko preplačan, saj se je s sprva 600-700 milijonske vrednosti le-ta povečala na skoraj pol drugo milijardo. Prav tako naj bi bil močno prežet s korupcijo. Stranka SD je kritik o dvoličnosti deležna tudi zaradi zelenih in okoljevarstvenih iniciativ, ki kljubujejo projektu, ki so ga sami podpirali.

### AferaVeberkom
Afera je povezana z nekdanjim obrambnim ministrom iz vrst Socialnih demokratov Jankom Vebrom, ki je Obveščevalno-varnostni službi naročil, da preveri tveganja prodaje Telekoma Slovenije, česar pa kot obrambni minister ne bi smel. 19. decembra 2017 je zato odstopil s položaja.

### Nezakonito financiranje kampanje leta 2014
Računsko sodišče RS je ugotovilo, da so Socialni demokrati stranki takratni partnerski stranki Solidarnost nezakonito nakazali okoli 40.000 €.

### Odnos do komunizma
Pravnoformalno je stranka naslednica SDP Slovenije ter njenih predhodnic (Delavske stranke Slovenije in Socialdemokratske unije).
Na seji državnega zbora marca 2019 je poslanec SD Marko Koprivc dejal, da so Socialni demokrati "ponosni nasledniki zveze komunistov" a dodal, da so nedvoumno obsodili povojne poboje. Na volilnem zborovanju pred evropskimi volitvami 2019 je tedaj poslanec in kasneje evropski poslanec Milan Brglez nosil rdečo majico s podobo argentinsko-kubanskega revolucionarja Ernesta Che Guevare. 4. maja 2020 so se predstavniki stranke SD, predsednik Dejan Židan, evropska poslanka Tanja Fajon in poslanec Marko Koprivc, poklonili kipu jugoslovanskega politika in predsednika prve slovenske povojne vlade Borisa Kidriča.

### Ostalo
Na božični večer 2019 je državni sekretar na Ministrstvu za izobraževanje, znanost in šport iz vrst SD Jernej Štromajer na svojem Twitter računu objavil fotografijo s citatom "Merry Christmas you filthy animals" (slo.: "Vesel božič, ve umazane živali") iz filma Sam doma. Tvit je razburil del slovenske javnosti, saj naj bi žalil kristjane oz. tiste, ki praznujejo božič. Štromajer se je kasneje opravičil in dejal, da njegov namen ni bil kogarkoli žaliti ter da je to stavek iz filma, ki so ga številni gledali ob božičnih večerjah. V bran mu je stopila tudi stranka in minister Jernej Pikalo, med tem ko je predsednik vlade Marjan Šarec dejal, da bi Štromajerja, če bi bil član LMŠ, nemudoma razrešil. Predsednik NSi Matej Tonin je v javnem pismu predsedniku vlade objavo označil za "provokacijo" in sovražni govor do kristijanov. Pričeta je bila spletna peticija za njegov odstop, ki jo je podpisalo več kot 5.000 ljudi. 15. januarja 2020 je pred stavbo Vlade potekal protest, na katerem je več sto udeležencev zahtevalo Štromajerjev odstop.
18. maja 2020 nadomestni poslanec Zdravka Počivalška Gregor Židan zapustil poslansko skupino SMC in prestopil v poslansko skupino SD. Vodja poslanske skupine SMC Janja Sluga je na novinarski konferenci dejala, da Židan za prestop ni navedel političnih razlogov, omenil pa je "sanjsko ponudbo, ki je pač ni mogel zavrniti." V medijih je zaokrožilo, da naj bi stranka Socialni demokrati Židanu ponudila nekaj sto tisoč evrov oz. delovno mesto na Nogometni zvezi Slovenije. Sam je podkupnino označil za polresnice in laž ter da mu je odhod iz SMC narekovala vest. Zanikal je tudi, da bi bil prestop povezan z njegovim gostinskim podjetjem Gregorino, ki je bilo takrat v slabi finančni kondiciji. "Sanjska ponudba" naj bi po njegovih besedah bila obljuba Socialnih demokratov, da gredo skupaj na naslednje volitve in poskusijo zmagati. Podkupovanje je zavrnil tudi vodja poslanske skupine SD Matjaž Han.

## Organi stranke
- Predsednik: Matjaž Han
- Podpredsedniki: Matjaž Nemec, Andreja Katič, Meira Hot, Luka Goršek
- Vodja poslanske skupine: Jani Prednik
- Namestnica vodje poslanske skupine: Bojana Muršič
- Predsednik konference: dr. Jernej Štromajer
- Predsednik nadzornega odbora: Bogdan Čepič
- Glavni tajnik: Živa Živkovič
- Sveti stranke: 14 sestav

## Vidnejši člani/poslanci
- Samo Bevk (nekdanji kandidat za ministra za kulturo)
- Tanja FajonRado Bohinc (nekdanji rektor Univerze na Primorskem, nekdanji minister za notranje zadeve, nekdanji minister za znanost in tehnologijo)
- Mirko Brulc (nekdanji župan Mestne občine Nova Gorica)
- Milan M. Cvikl (član Evropskega računskega sodišča, nekdanji generalni sekretar Vlade)
- Andreja Črnak Meglič (državna sekretarka)
- Tanja Fajon (novinarka RTV SLO, nekdanja evropska poslanka, predsednica stranke, podpredsednica Naprednega zavezništva socialistov in demokratov v Evropskem parlamentu)
- Matevž Frangež (nekdanji državni sekretar)
- Matjaž Han (nekdanji vodja poslanske skupine, nekdanji župan Občine Radeče, minister za gospodarstvo, turizem in šport)
- Ljubica Jelušič (nekdanja ministrica za obrambo)
- Andreja Katič (ministrica za obrambo, nekdanja podpredsednica DZ RS)
- Mojca Kleva Kekuš (nekdanja evropska poslanka, nekdanja stalna predstavnica DZ pri Evropskem parlamentu)
- Janez Kocijančič (nekdanji predsednik Olimpijskega komiteja Slovenije, podpredsednik Mednarodne Smučarske zveze, podpredsednik Evropskih olimpijskih komitejev)
- Bojan Kontič (župan Mestne občine Velenje)
- Dominika Švarc PipanAnja Kopač Mrak (nekdanja ministrica za delo, družino, socialne zadeve in enake možnosti, nekdanja državna sekretarka, univerzitetna profesorica)
- Franc Križanič (nekdanji minister za finance)
- Dušan Kumer (nekdanji državni sekretar)
- Darja Lavtižar Bebler (nekdanja kandidatka za predsednico Republike)
- Dejan Levanič (nekdanji glavni tajnik SD, nekdanji poslanec in nekdanji državni sekretar)
- Igor Lukšič (nekdanji minister za visoko šolstvo, nekdanji predsednik stranke, univerzitetni profesor)
- Bojana Muršič (poslanka, bivša podpredsednica DZ RS)
- Borut Pahor (nekdanji predsednik Republike, nekdanji predsednik stranke, nekdanji premier, nekdanji predsednik DZ, nekdanji evropski poslanec)
- Miloš Pavlica (nekdanji državni sekretar)
- Sonja Lokar (prva predsednica Ženskega foruma /ZL/SD)
- Breda Pečan (nekdanja županja Občine Izola)
- Majda Potrata (nekdanja podpredsednica stranke)
- Miran Potrč (nekdanji vodja poslanske skupine, nekdanji podpredsednik DZ)
- Jernej PikaloCiril Ribičič (nekdanji ustavni sodnik, predsednik ZKS)
- Anton Rop (član Evropske investicijske banke, nekdanji premier, nekdanji minister za finance, nekdanji državni sekretar)
- Danica Simšič (nekdanja županja Mestne občine Ljubljana)
- Janko Veber (podpredsednik stranke, nekdanji minister za obrambo, nekdanji predsednik DZ, nekdanji vodja poslanske skupine, predsednik ZŠAM Slovenije, nekdanji župan Občine Kočevje)
- Patrick Vlačič (nekdanji minister za promet)
- Dejan Židan (nekdanji minister za kmetijstvo, gozdarstvo in prehrano, nekdanji predsednik stranke in Državnega zbora)
- Boris Sovič (nekdanji župan Mestne občine Maribor, nekdanji veleposlanik Slovenije v Izraelu)
- Franc Hočevar (predsednik Foruma starejših SD, nekdanji direktor centra SOČA, nekdanji direktor UKC Ljubljana, nekdanji svetovalec predsednikov republike)
- Jernej Pikalo (dvakrat minister za izobraževanje, znanost in šport)